# 盔鼠屬
盔鼠屬（学名：Coryphomys），哺乳綱、囓齒目、鼠科的一屬，而與盔鼠屬（盔鼠）同科的動物尚有狐尾雲鼠屬（狐尾雲鼠）、無耳水鼠屬（無耳水鼠）、澳洲林鼠屬（狐尾澳洲林鼠）、居鼠屬（居鼠）等之數種哺乳動物。

## 下属物种
本属包括以下物种：
- Coryphomys buehleri Schaub, 1937 †